# Rayleigh
Rayleigh – miasto i civil parish w Anglii, w hrabstwie Essex, w dystrykcie Rochford. Leży 19 km na południowy wschód od miasta Chelmsford i 52 km na wschód od Londynu. W 2011 roku civil parish liczyła 32 150 mieszkańców. Rayleigh jest wspomniana w Domesday Book (1086) jako Ragewneia/Rageweleia.